# Hypermodern Jazz
Hypermodern Jazz 2000.5 (tytuł zwykle skracany do Hypermodern Jazz) – album Aleca Empire z 1996 roku. Był czwartym albumem Aleca, czwartym nagranym dla Mille Plateaux, i pierwszym z trzech wydanych w tym samym roku (The Destroyer wydany przez Digital Hardcore Recordings ukazał się w czerwcu, a Les Étoiles des Filles Mortes w listopadzie, tak jak Hypermodern Jazz przez Mille Plateaux). Zgodnie z tytułem, nagrania zaprezentowane na płycie są efektem eksperymentalnego podejścia do muzyki jazzowej przy użyciu elektroniki i syntezatorów.

## Spis utworów
1. "Walk the Apocalypse - 5:12
2. "God Told Me How to Kiss" - 6:55
3. "Get Some" - 5:40
4. "I'm Gonna Die If I Fall Asleep Again" - 5:22
5. "The Unknown Stepdancer" - 1:32
6. "Chilling Through the Lives" - 5:01
7. "Many Bars and No Money" - 6:01
8. "My Funk is Useless" - 5:43
9. "Slowly Falling in Love" - 4:20
10. "Dreaming is a Form of Astrotravel" - 4:17